# José Barea
José Barea (Antônio Prado, 19 de janeiro de 1893 — Caxias do Sul, 19 de novembro de 1951) foi um bispo católico brasileiro, o primeiro titular da Diocese de Caxias do Sul. 
Filho de imigrantes italianos, desde cedo inclinou-se à vida religiosa. Estudou no Seminário Nossa Senhora da Conceição, em São Leopoldo, afamado pela sólida formação que os jesuítas davam aos noviços. Foi ordenado sacerdote em São Leopoldo em 1918, e em seguida foi nomeado secretário particular de dom João Becker, arcebispo de Porto Alegre, atuando nesta função por nove anos, período em que foi eleito cônego. Em 1928 foi nomeado pároco da Igreja de Nossa Senhora do Rosário.
Segundo Grazziotin, a criação da Diocese de Caxias do Sul não foi um processo tranquilo, não estava nos planos do arcebispo e houve inicialmente desentendimentos com o vigário da Matriz de Caxias, o cônego João Meneguzzi, que iniciara a campanha pela criação. Depois de muitas negociações, o projeto foi aprovado pela Santa Sé, mas não sem outras complicações, envolvendo os custos da criação, a definição do território e dos bens incorporados, e o alojamento do bispo. Enfim sua área foi estabelecida incluindo 31 paróquias nos municípios de Caxias do Sul, Antônio Prado, São Marcos, Flores da Cunha, Farroupilha, Carlos Barbosa, Garibaldi, Bento Gonçalves, Veranópolis, Nova Prata, Torres e São Francisco de Paula. Cumpridas todas as exigências práticas e canônicas, o papa Pio XI, através da bula Quae Spirituali Christifidelium, de 8 de setembro de 1934, instituiu oficialmente a diocese.
Barea tomou posse em 11 de fevereiro de 1936 em meio a festividades que mobilizaram uma grande massa de povo. Foi um bispo dinâmico e bem-quisto na comunidade. Realizou as primeiras ordenações de novos padres na Catedral já em 15 de março, e no mesmo ano convocou o primeiro Congresso de Vigários da Diocese.
Sob seu episcopado fundaram-se as novas paróquias de São Pelegrino, de Nossa Senhora de Lourdes, e da Imaculada Conceição. Também ordenou a realização de reformas na Catedral e a pregação dos sermões em português em 1939. Organizou a criação do Seminário Diocesano, uma das suas prioridades, do Círculo Operário Caxiense, da Cruzada Eucarística e da Ação Católica, e foi uma força de resistência contra o comunismo na década de 1940. Apoiou a Congregação das Irmãs de São José e as atividades do seu Ginásio e Escola Normal.
Seu falecimento causou comoção na cidade, recebendo grandes elogios em uma ampla matéria no jornal Pioneiro. Seu sepultamento na Catedral foi companhado por uma multidão. Um busto do bispo foi instalado diante do Hospital Pompeia, que ele ajudou a construir, e seu nome batiza o Museu Diocesano. Em pesquisa de opinião desenvolvida em 1999 junto a 100 líderes comunitários de diferentes áreas por acadêmicos do Curso de Jornalismo da Universidade de Caxias do Sul, foi eleito uma das 30 Personalidades de Caxias do Sul — Destaques do Século XX.
Barea escreveu dois importantes textos historiográficos. O primeiro é La vita spirituale nelle colonie italiane dello Stato (1925), monografia que trata da religiosidade na região de colonização e o trabalho dos sacerdotes na organização da sociedade regional, incluída em um grande álbum comemorativo dos 50 anos da imigração italiana no Rio Grande do Sul, e o outro é História da Igreja de Nossa Senhora do Rosário (1932, reeditado em 2004), resgatando muitos arquivos das irmandades e outros documentos que mais tarde foram perdidos. A Paróquia do Rosário é uma das mais antigas e tradicionais de Porto Alegre e o livro, qualificado como obra de referência fundamental por Tavares e Tanccini, traça um amplo panorama da vida religiosa no estado nos séculos XVIII e XIX.